# Jerry Kazdan

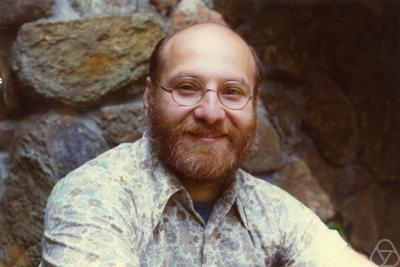
Jerry Kazdan (1974)

Jerry Lawrence Kazdan (* 31. Oktober 1937 in Detroit, Michigan) ist ein US-amerikanischer Mathematiker, der sich mit partiellen Differentialgleichungen und Differentialgeometrie befasst.

## Leben
Kazdan studierte am Rensselaer Polytechnic Institute mit dem Bachelor-Abschluss 1959 sowie an der New York University mit dem Master-Abschluss 1961 und der Promotion 1963 bei Paul Garabedian (A Boundary Value Problem Arising in the Theory of Univalent Functions). am Courant Institute. Von 1963 bis 1966 war er Benjamin Peirce Instructor an der Harvard University. 1966 wurde er Assistant Professor und 1974 Professor an der University of Pennsylvania. Von 1989 bis 1992 stand er der Mathematikfakultät vor.
Von 1974 bis 1976 war er Gastprofessor an der University of California, Berkeley, 1981 an der Universität Paris und 1971/72 an der Harvard University. Zu seinen Doktoranden  zählt Dennis DeTurck.
Er war Mitglied des Kollektivs Arthur Besse. 1999 erhielt er den Lester Randolph Ford Award für Solving equations, an elegant legacy. Er ist Fellow der American Mathematical Society.

## Werk
Er ist bekannt für eine Ungleichung mit Marcel Berger (Berger-Kazdan comparison theorem). Er liefert eine untere Schranke für das Volumen einer kompakten n-dimensionalen Riemannschen Mannigfaltigkeit mit gegebenem Injektivitätsradius {\displaystyle I(M)}:
{\displaystyle \mathrm {vol} (M)\geq {\frac {c_{n}(I(M))}{\pi }},}
wobei {\displaystyle c_{n}(r)} das Volumen der n-dimensionalen Sphäre mit Radius r ist und das Gleichheitszeichen genau dann gilt, wenn die Mannigfaltigkeit isometrisch zur n-Sphäre ist. Damit bewiesen sie auch zusammen mit Alan Weinstein eine Vermutung von Wilhelm Blaschke über Wiedersehen-Mannigfaltigkeiten (für gerade Dimensionen), das heißt solchen orientierten Mannigfaltigkeiten mit der Eigenschaft, dass jeder Punkt zu einem Wiedersehen-Paar (x,y) gehört, für das jede Geodäte durch x auch durch y geht und umgekehrt. Blaschke vermutete, dass die euklidische n-Sphäre die einzige solche Mannigfaltigkeit in jeder Dimension ist. Chung-Tao Yang bewies 1980 den Fall ungerader Dimension.
Er leistete auch wesentliche Beiträge zur Theorie von Riemannschen Mannigfaltigkeiten mit vorgeschriebener Skalarkrümmung mit Frank W. Warner. Beide bewiesen 1975, dass sich eine beliebige glatte Funktion genau dann als Skalarkrümmung realisieren lässt, falls sie irgendwo auf der Mannigfaltigkeit negativ wird.

## Schriften
- Prescribing the curvature of a Riemannian manifold, CBMS Regional Conference 1984, American Mathematical Society 1985